# Rhynchospora fernaldii
Rhynchospora fernaldii är en halvgräsart som beskrevs av Shirley Gale. Rhynchospora fernaldii ingår i släktet småag, och familjen halvgräs. Inga underarter finns listade i Catalogue of Life.